# Micrathyria
Micrathyria là một chi chuồn chuồn ngô. Chúng có mắt xanh sáng và mặt màu trắng. Hầu hết các loài có ngực có dải.

## Các loài
Chi này gồm các loài:
- Micrathyria aequalis (Hagen, 1861) - Spot-tailed Dasher[3]
- Micrathyria almeidai Santos, 1945
- Micrathyria artemis Ris, 1911 - Artemis Dasher[4]
- Micrathyria athenais Calvert, 1909
- Micrathyria atra (Martin, 1897) - Black Dasher[5]
- Micrathyria borgmeieri Santos, 1947
- Micrathyria caerulistyla Donnelly, 1992 - Blue-tipped Dasher[6]
- Micrathyria cambridgei Kirby, 1897
- Micrathyria catenata Calvert, 1909
- Micrathyria coropinae Geijskes, 1963
- Micrathyria debilis (Hagen, 1861)
- Micrathyria dictynna Ris, 1919
- Micrathyria dido Ris, 1911
- Micrathyria didyma (Selys in Sagra, 1857) - Three-striped Dasher[3]
- Micrathyria dissocians Calvert, 1906 - Caribbean Dasher[7]
- Micrathyria divergens Westfall, 1992
- Micrathyria dunklei Westfall, 1992
- Micrathyria duplicata Navás, 1922
- Micrathyria dythemoides Calvert, 1909
- Micrathyria eximia Kirby, 1897
- Micrathyria hagenii Kirby, 1890 - Thornbush Dasher[3]
- Micrathyria hesperis Ris, 1911
- Micrathyria hippolyte Ris, 1911 - Forest Dasher[8]
- Micrathyria hypodidyma Calvert, 1906
- Micrathyria iheringi Santos, 1946
- Micrathyria kleerekoperi Calvert, 1946
- Micrathyria laevigata Calvert, 1909
- Micrathyria longifasciata Calvert, 1909
- Micrathyria mengeri Ris, 1919
- Micrathyria occipita Westfall, 1992
- Micrathyria ocellata Martin, 1897
- Micrathyria paruensis Geijskes, 1963
- Micrathyria pirassunungae Santos, 1953
- Micrathyria pseudeximia Westfall, 1992
- Micrathyria pseudhypodidyma Costa, Lourenço & Viera, 2002
- Micrathyria ringueleti Rodrigues, 1988
- Micrathyria romani Sjöstedt, 1918
- Micrathyria schumanni Calvert, 1906
- Micrathyria spinifera Calvert, 1909
- Micrathyria spuria (Selys, 1900)
- Micrathyria stawiarskii Santos, 1953
- Micrathyria surinamensis Geijskes, 1963
- Micrathyria sympriona Tennessen, 2000
- Micrathyria tibialis Kirby, 1897 - Pale-footed Dasher[9]
- Micrathyria ungulata Förster, 1907
- Micrathyria venezuelae De Marmels, 1989